# Hemicrepidius bilobatus
Hemicrepidius bilobatus is een keversoort uit de familie kniptorren (Elateridae). De wetenschappelijke naam van de soort is voor het eerst geldig gepubliceerd in 1834 door Say.